# تاکاگی ساکوئمون
تاکاگی ساکوئمون (به ژاپنی: 高木作右衛門)؛ یک تاجر از اهالی ناگاساکی بود. وی یکی از ۲۵ پیمانکاری بود که ساخت جزیره مصنوعی دجیما را متقبل شده بودند. در سال ۱۶۲۶ از مسیحیت به دین بودایی تغییر مذهب داد. در سال ۱۶۲۸ یک کشتی دارای مجوز تجاری که از سوی تاکاگی ساکوئمون به فیلیپین فرستاده شده بود مورد حمله ناوگان اسپانیایی قرار گرفت و ۵۷ نفر از خدمه آن اسیر شده و به مانیل برده شدند در پی این حادثه تجارت با پرتغال در ژاپن به مدت ۳ سال به عنوان یک اقدام تلافی جویانه توسط شوگون‌سالاری توکوگاوا ممنوع شد.